# Teriantropia
Teriantropia – mitologiczna zdolność człowieka do przeobrażenia się w zwierzę. Możliwe, że malowidła znalezione w Les Trois Frères we Francji przedstawiają koncepcję takich przemian. Najbardziej znana forma teriantropii to likantropia.

## Etymologia
Termin „teriantropia” pochodzi od greckiego theríon [θηρίον], co oznacza „dzikie zwierzę” lub „bestia” i anthrōpos [ἄνθρωπος], czyli „człowiek”. Jeszcze w 1901 roku termin ten używany był w odniesieniu do występujących w folklorze europejskim przemian ludzi w zwierzęta (zamiennie z zoantropią). W 1915 w japońskiej publikacji „Historia japońskiego narodu od czasów starożytnych do końca ery Meiji.” pierwszy raz użyto słowa „teriantropia” w odniesieniu do duchowego aspektu przemian człowieka w dzikie zwierzę. Inne źródło, „The Human Predator” rozszerza definicję tego słowa, podając przykłady procesów toczonych w XVI wieku przeciwko osobom oskarżanym o likantropię.

## Przeobrażenieczłowieka w zwierzę

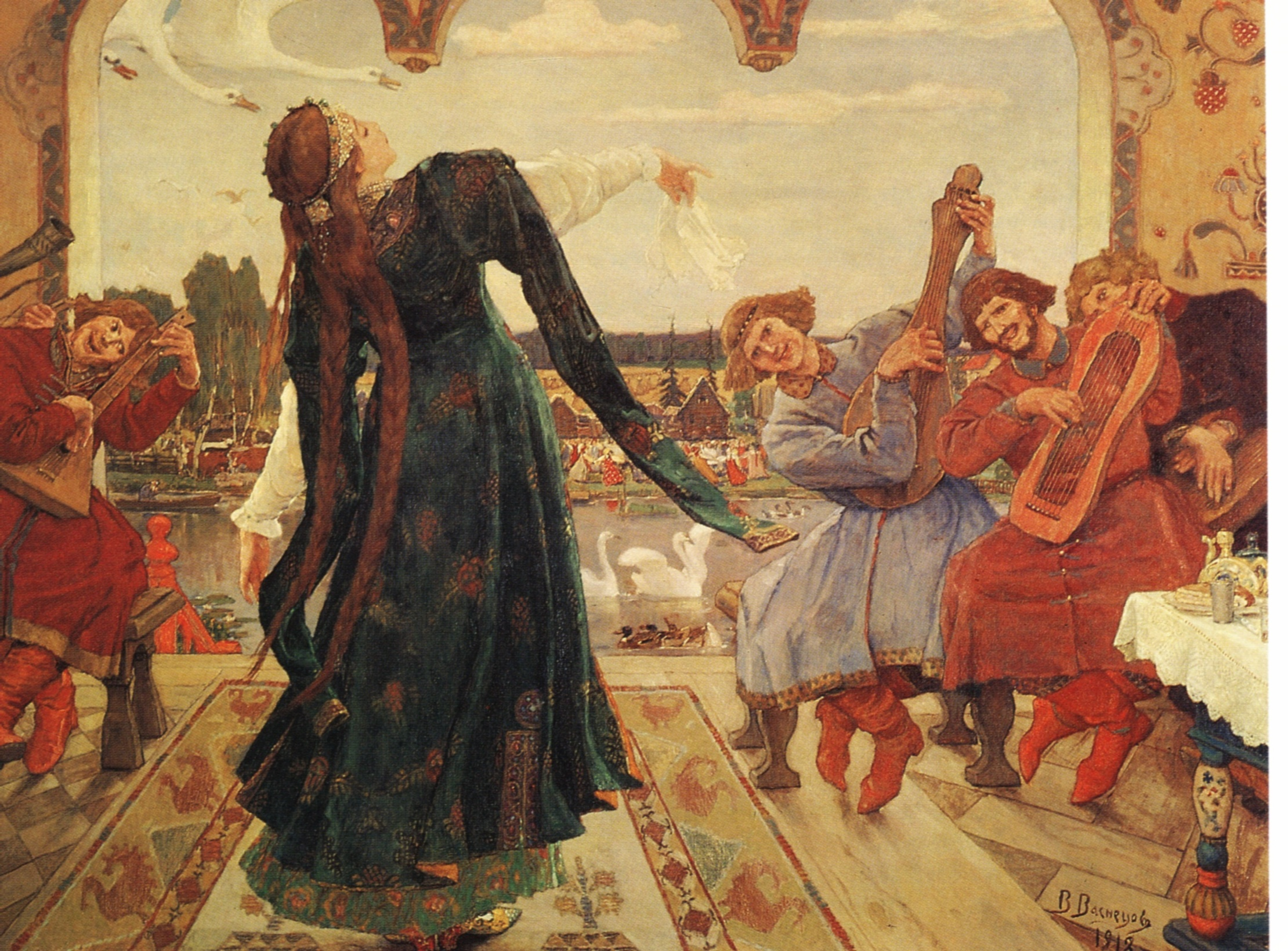
Żaba zamienia się w księżniczkę w filmie Księżniczka żaba. Autor: Wiktor Wasnecow.

Przeobrażenie w folklorze, mitologii i antropologii, zazwyczaj odnosi się do zmiany fizycznego wyglądu przez człowieka na inny (najczęściej wygląd innego gatunku). Likantropia, czyli przemiana człowieka w wilka lub wilkołaka, a za nią kynantropia (przemiana w psa) i ailurantropia (przemiana w kota) to prawdopodobnie najbardziej znane formy teriantropii. Werehyenas (hienołaki) są obecne w mitach kilku afrykańskich i eurazjatyckich kultur. Dawne tureckie legendy z Azji wspominają szamanów znanych jako kurtadams, czyli „człowiek wilk”. Starożytni Grecy pisali o kynantropii, od greckiego κύων kyōn, czyli „pies”, nawiązując do mitologicznych stworzeń, które mogły zmieniać swoje ciała między psią a ludzką formą, lub które łączyły cechy obu tych gatunków.

### Skinwalkerzy i naguale
Niektóre indiańskie legendy opowiadają o tak zwanych skinwalkerach obdarzonych nadprzyrodzoną zdolnością przemiany w dowolne zwierzę według własnego uznania. Aby to zrobić, najpierw jednak musieli odziać się w skórę wybranego stworzenia. W ludowej religii Mezoameryki, nagual to człowiek posiadający magiczną umiejętność przemiany w proste formy zwierzęce (najczęściej osły, indyki i psy) lub bardziej zaawansowane, takie jak jaguary i pumy.

## Aspekty psychiatryczne i społeczne
Wśród wielu wyselekcjonowanych pacjentów szpitali psychiatrycznych, likantropia kliniczna lub inaczej wilczy obłęd zazwyczaj związany jest z ciężką psychozą, ale nie zawsze z jakimś konkretnym rozpoznaniem psychiatrycznym lub objawami neurologicznymi. Niektórzy przypisują tego rodzaju objawy jako skutki zaburzeń poczucia własnej osobowości, mających swe podłoże w schorzeniach afektywnych i schizofrenicznych, lub jako objaw innych zaburzeń psychicznych.

### Teriantropia we współczesnym społeczeństwie
Terianami nazywa się osoby identyfikujące się jako danę zwierzę (teriotyp[niewiarygodne źródło?]) albo w sensie duchowym, bądź też wskazując na związek psychologiczny lub neurobiologiczny. Jedni i drudzy, opisując swoje odczucia, często posługują się zwrotem dysforia gatunkowa.
Terianie dużą wagę przykładają do medytacji i mentalnych wizualizacji swoich teriotypów (tzw. shiftingu)[niewiarygodne źródło?].